# Синиця намібійська
Синиця намібійська (Melaniparus carpi) — вид горобцеподібних птахів родини синицевих (Paridae). Мешкає в Анголі і Намібії. Деякі дослідники вважають її підвидом південної синиці.

## Поширення і екологія
Намібійські синиці живуть в сухій савані і сухих тропічних лісах. Зустрічаються на висоті від 1000 до 1800 м над рівнем моря.